# Avro 530
Avro 530 byl prototyp britského dvoumístného stíhacího dvouplošníku zkonstruovaný roku 1916 firmou Avro jako konkurent typu Bristol F.2A. Letoun byl navržen již v roce 1916, ale poprvé vzlétl až v červenci 1917. Stroj měl dřevěnou konstrukci potaženou plátnem, a jeho pohonnou jednotku představoval řadový osmiválec Hispano-Suiza 8Bd o výkonu 200 hp (149,1 kW). Na obou nosných plochách byly instalovány vztlakové klapky.:s.95

## Operační historie
Ačkoliv výkony Avra 530 se ukázaly jako dobré, nepřekonávaly Bristol F.2A do té míry aby ospravedlnily sériovou produkci. Další otázkou byla na typu použitá pohonná jednotka, jelikož priorita pro použití motorů Hispano-Suiza 8B byla přidělena typu Royal Aircraft Factory S.E.5a. V roce 1918 byl na prototyp instalován motor Sunbeam Arab o stejném výkonu, a došlo i k úpravám křídel, podvozku a svislé ocasní plochy, ale další vývoj byl pak opuštěn.
V roce 1920 vznikl na základě typu projekt dvoumístného turistického letounu, s rozměrným zavazadlovým prostorem pod kokpity osádky, ale není známo, zda byla tato přestavba realizována.:s.96

## Specifikace

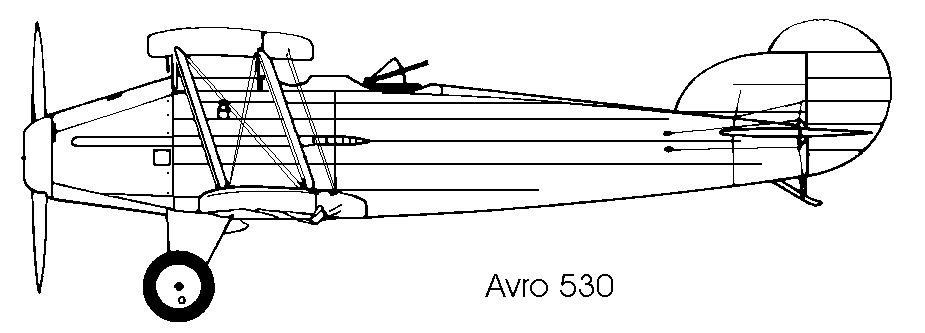

Údaje dle publikace Avro Aircraft since 1908:s.95–96

### Technické údaje
- Osádka: 2 (pilot a střelec)
- Délka: 8,67 m (28 stop a 6 palců)
- Rozpětí: 10,97 m (36 stop)
- Výška: 2,92 m (9 stop a 7 palců)
- Nosná plocha: 30,24 m² (325½ čtverečních stop)
- Prázdná hmotnost: 768,84 kg (1 695 lb)
- Vzletová hmotnost: 1215,6 kg (2 680 lb)
- Pohonná jednotka: 1 × řadový motor Hispano-Suiza 8Bd
- Výkon pohonné jednotky: 149,1 kW (200 hp)

### Výkony
- Maximální rychlost: 183,5 km/h (114 mph)
- Dostup: 5486 m (18 000 stop)
- Výstup do výše 1 524 m (5 000 stop): 6 minut a 30 sekund
- Vytrvalost: 4 hodiny

### Výzbroj
- 1 × synchronizovaný kulomet Vickers ráže 7,7 mm
- 1 × kulomet Lewis ráže 7,7 mm na okruhu Scarff